# مراد باي الثالث
مراد الثالث أو مراد باي الثالث (1680 - 9 يونيو 1702) كان آخر باي في تونس العثمانية من سلالة المراديين، حكم من عام 1699 حتى اغتياله في عام 1702 خلال ثورات تونس [الإنجليزية] وهي فترة أزمة سبقت صعود حسين باي الأول إلى السلطة.

## حياته
قضى على إخوته للوصول إلى السلطة. بعد وفاة والده والذي قتله عمه رمضان باي علي باي الثاني، تبناه عمه محمد باي الثاني، ثم تبناه عمه الآخر رمضان باي، الذي شك في أنه يخطط للإطاحة به، فوضعه في السجن ثم أمر بفقأ عينيه.
تمكن مراد الثالث من الفرار واللجوء في منطقة جبل وسلات، حيث تمكن من قيادة مجموعة من المتمردين، الذين قادهم للحصول على القيروان ثم على تونس (مدينة)، ومن ثمّ طرد عمه من قصر باردو.
كان هدفه الوحيد، إثر وصوله للسلطة، هو القضاء على أعدائه. لقبه التونسيون، بسبب القسوة الكبيرة ومبالغته في الانتقام، بلقب مراد بُو بَالَة، وبَالَة هو السيف التركي العريض.
قتل إبراهيم الشريف مراد الثالث عام 1702 م بناءً على أمر من العثمانيين عندما كان متوجها بجيش لمحاربة داي الجزائر في منطقة قربية من ولاية باجة واد الزرقة وتوفي عن عمر يناهز 22 سنة.
و بموت مراد الثالث انتهى عهد الدولة المرادية وقامت بعدها الدولة الحسينية بعد 3 سنوات من حكم إبراهيم الشريف واستمرت إلى سنة 1957 تاريخ أعلان المجلس التأسيسي التونسي وإلغاء الملكية وقيام النظام الجمهوري.